# Sebastian Bluth
Sebastian Bluth (* 1969 in Berlin) ist ein deutscher Sänger (Bariton), Kirchenmusiker und Schriftsteller. Der Schwerpunkt seines musikalischen Schaffens liegt im Lied- und Oratorienfach.

## Leben
Sebastian Bluth studierte Gesang an der Hochschule für Musik Hanns Eisler in der Klasse von Peter Tschaplik sowie Kirchenmusik an der Hochschule der Künste in Berlin. 1998 machte er sein Konzertexamen als Sänger, 2007 schloss er sein Kirchenmusikstudium ab. Bluth war mehrere Jahre Meisterschüler bei Dietrich Fischer-Dieskau; außerdem waren wichtige Lehrer für ihn Aribert Reimann, Peter Schreier und Elisabeth Schwarzkopf.
Seit seinem „sensationellen Erfolg“ (Zitat NGZ) bei der Schubertiade Vorarlberg 1995 machte sich Bluth rasch einen Namen als Lied- und Oratoriensänger sowie als Interpret bei überwiegend konzertanten Darbietungen von Opern. In den Folgejahren wurde er zu Liedrezitals in Konzerthäuser wie die Berliner Philharmonie, die Kölner Philharmonie, den Münchener Gasteig, die Hamburger Laeiszhalle oder das Leipziger Gewandhaus eingeladen sowie als Solist im Zusammenwirken mit Spitzenorchestern und -chören wie dem Gewandhausorchester, dem Radio-Sinfonieorchester Stuttgart des SWR, dem Deutschen Symphonie-Orchester Berlin, dem Rundfunk-Sinfonieorchester und dem Rundfunkchor Berlin, dem Windsbacher Knabenchor oder dem Thomanerchor verpflichtet. Konzerte gab der Bariton auch in Südamerika, Russland, Israel, Polen, Italien, Spanien und Frankreich. Schwerpunkte dieser Konzerttätigkeit sind das Kunstlied der Romantik sowie Oratorien und Opern des Barock.
Sebastian Bluth arbeitete wiederholt mit Dirigenten wie Ludger Rémy, Dietrich Fischer-Dieskau, Michail Jurowski oder Karl-Friedrich Beringer zusammen, unter deren Leitung er auch an Rundfunk- und CD-Aufzeichnungen mitwirkte.
Die Musikkritik bewertet Bluths Darbietungen differenziert: Als „ausdrucks-, kraft- und gefühlvoll“ sowie „beeindruckend“ lobte die Berliner Presse seine Oratoriendarbietungen, während das Musikmagazin Rondo die „mangelnd ausgeleuchtete Tiefe“ und die „mitunter fragile Höhe“ bei der Stimmführung des Sängers monierte. Der Musikwissenschaftler und Journalist Klaus Büstrin notierte zu Bluths Mitwirkung an einer Aufführung von Carl Orffs „Carmina Burana“ im Jahr 2022, dem Sänger sei „markantere Kraft zu wünschen gewesen.“

## Auszeichnungen
- 1992 Preisträger des Paula-Lindberg-Salomon-Gesangswettbewerbs[18]
- 1993 Preisträger des Hasse-Preises der O.E. Hasse-Stiftung[19]
- 1999 Preisträger des Internationalen Gesangswettbewerbs „Die Meistersinger von Nürnberg“[20]

## Diskografie
- „Schumann: Dichterliebe und Liederkreis [Op. 39]“ (NAXOS 1997)[21]
- „Johann Sebastian Bach: Kantaten“ (Rondeau, 2000)[22]
- „Georg Gebel d.J.: Johannes Passion“ (Cpo/mdr 2003)[23]
- „Franz Lehár: Tatjana“ (Cpo 2002)[24]
- „Kurt Brüggemann: Liederzyklen“ (Arts Music 2010)[25]
- „Carl Philipp Emanuel Bach: Matthäus-Passion 1781“ (Rondeau, 2011)[26]
- „Hausschatz deutscher Dichtung: Gedichte & Balladen aus zwei Jahrhunderten“ (Audiobuch Verlag OHG, 2011)[27]
- „Paul Hindemith: Tuttifäntchen“ (Cpo 2013)[28]
- „Johann Sebastian Bach: Lieder aus Schemellis Gesangbuch & Orgelwerke“ (Ortus Musikverlag 2015)[29]

## Schriften
- „Grazie Cara Vita. Gedichte“ (united p.c., 2021)[30]
- „Die Hüterin der Sterne“ (united p.c., 2022)[31]